# 灰头灰雀

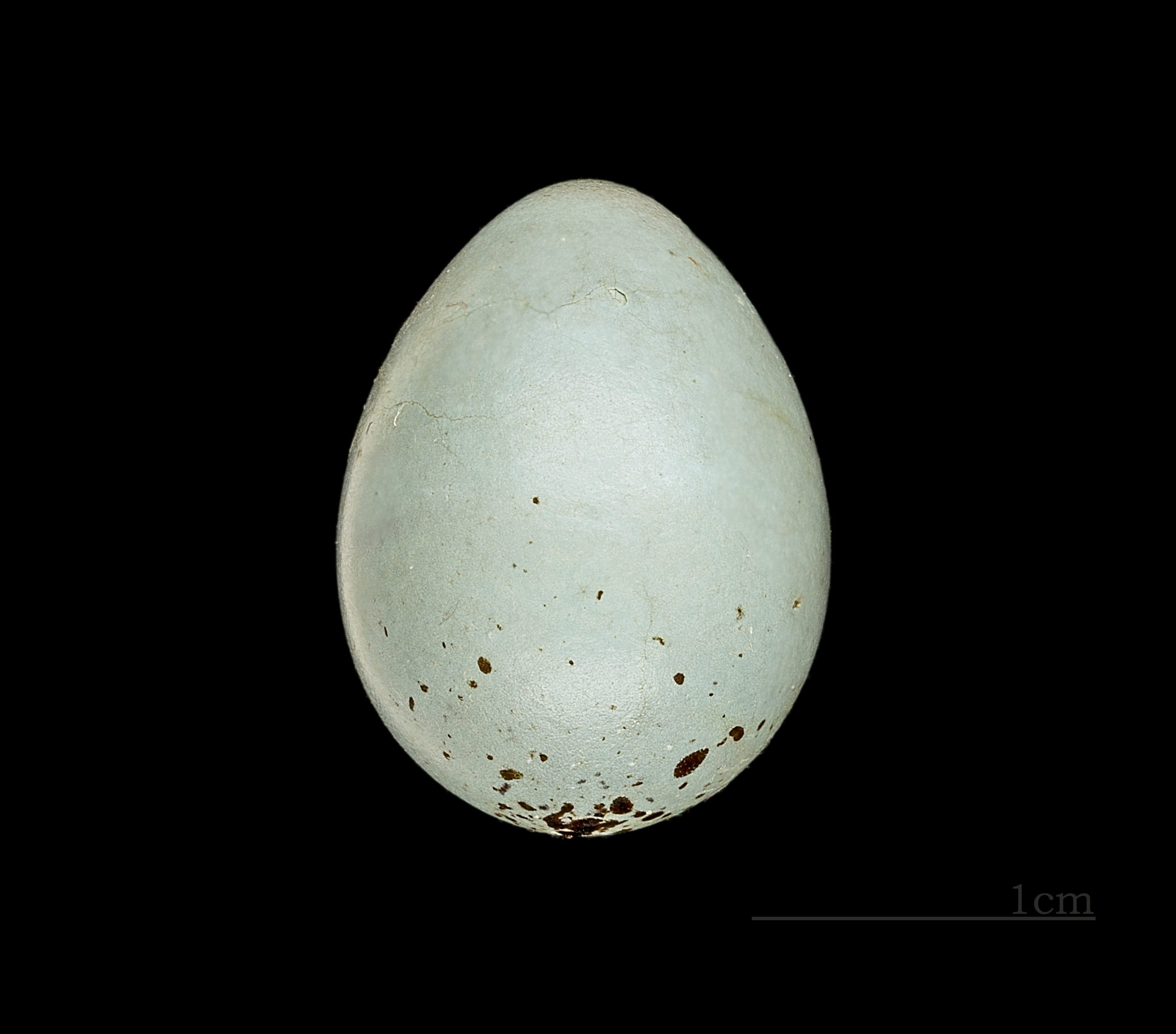
Pyrrhula erythaca

灰头灰雀，为燕雀科灰雀属的鸟类。分布于锡金、不丹、印度，以及中国的西北、华北、华中、西南山地、西藏等地，常见于海拔1500-4000m 的高山带、栖息于亚热带常绿阔叶林、针阔混交林、高山草甸及裸岩等生境以及常见于山顶、高山树冠上。该物种的模式产地在锡金。
從分子發育系統學來看，灰雀和松雀有共同的遠祖。